# 哥吉拉2000
『哥斯拉2000 千禧年』（原名：ゴジラ2000 ミレニアム）是1999年12月11日上映的日本電影、哥斯拉系列電影的第23集，也是第三期作品（千禧年系列）的第一集。日本票房收入16億5千萬日圓，觀賞人次約200萬人。

## 劇情
在濃霧籠罩的北海道根室市，哥吉拉突然現身，不僅襲擊了城市，也將當地的發電廠給破壞殆盡，哥吉拉預測網站的工程師雄田浩二和記者一之瀨由紀在現場目睹整個過程。
另一方面，日本危機管理局在日本海溝附近發現一顆巨大的岩塊，經偵測後得知裡面含有強力的磁性物質，可能是新發現的能源，正當危機管理局局長片桐光男下令打撈岩塊時，岩塊居然無預警的自動浮出水面，並且超越地球引力飛上天同時朝著哥吉拉所在的方向飛去...

## 登場怪獸
- 哥斯拉：身長:60m、全長:75m、體重:4萬噸
- 歐魯卡
- Millennian

## 演員
- 篠田雄二：村田雄浩
- 片桐光男：阿部寬
- 一之瀨由紀：西田尚美
- 篠田依緒：鈴木麻由
- 宮坂四郎：佐野史郎

道具服演員
- 哥斯拉：喜多川務
- 歐魯卡：伊藤慎

## 製作人員
- 導演：大河原孝夫
- 特殊技術：鈴木健二
- 劇本：柏原寬司、三村涉
- 音樂：服部隆之
- 監製：富山省吾
- 哥吉拉主題曲：伊福部昭

## 外部連結
- 互联网电影数据库（IMDb）上《哥吉拉2000》的资料（英文）
- 爛番茄上《哥吉拉2000》的資料（英文）
- Box Office Mojo上《哥吉拉2000》的資料（英文）
- Metacritic上《哥吉拉2000》的資料（英文）
- AllMovie上《哥吉拉2000》的资料（英文）
- 開眼電影網上《哥吉拉2000》的資料（繁體中文）
- 豆瓣电影上《哥吉拉2000》的資料 （简体中文）
- 时光网上《哥吉拉2000》的資料（简体中文）